# Дингир-ам
Дингир-ам — царь (лугаль) Урука, правил во второй половине XIX века до н. э.

## Список датировочных формул Дингир-ама[1]
| 1  | Год, когда Дингир-ам [стал] царём BaM 2, 1963 9 4 mu dingir-am3 lugal |
| a  | Год, когда [Дингир-ам] из противоположных ворот gipar / «монастырь» чистых (кровать) и размещены там (в ворота) статуи Ана и Инанна украшенные золотом Year in which (Dingiram) made opposite the gate of the gipar / «nunnery» a pure (bed) and placed there (in the gate) a statue adorned with gold for An and Inanna BaM 2 1963, 14 31 mu u+ga.szar2(na2?)-sikil gaba-ri ka2 gi6-par4 mu-un-dim2-ma alan an {d}inanna ku3-sig17 szu-du7-a sza3-bi-a ki-be2 mu-un-dib-a |
| ba | a Год, когда [Дингир-ам сделал] два престола [и] статую царя BaM 2, 1963 12 21 mu 2 {gisz}gu-za alan lugal b Год, когда трон и статуя царя были сделаны BaM 2, 1963 11 14 mu {gisz}gu-za alan lugal ba-dim2-ma |
| c  | Год, когда он восстановил разрушающийся интерьер храма Ана и Инанны BaM 2, 1963 10 10 mu e2 an {d}inanna libir-ra sza3-bi-a mu-un-dim2 |

| V (аморейская) династия Урука |                                              |                     |
| Предшественник: Илум-гамил    | царь Урука вторая половина XIX века до н. э. | Преемник: Ираданене |